# Valga
För andra betydelser, se Valga (olika betydelser).
Valga (lettiska: Valka; tyska: Walk) är residensstaden i Valgamaa i Estland, på gränsen mot Lettland. 14 055 invånare bor i den estländska delen (2004). På andra sidan gränsen ligger den lettiska staden Valka.
Orten fick stadsrättigheter 1584 och var känd under sitt tyska namn Walk.
Valga ockuperades i januari 1918 av Tyskland. Under den estniska och lettiska självständighetskampen uppstod dragkamp om staden. På grund av parternas ovilja till kompromiss, löstes tvisten genom att en mellanfolklig kommitté under den brittiske översten Stephen Tallents ledning helt sonika klöv staden i två delar. Den största delen med stadskärna och järnvägsstation tillföll Estland. För den lettiska delen, se Valka.

## Vänorter
Valga har följande vänorter:
- Durbuy, Belgien, sedan 2001
- Hallsbergs kommun, Sverige, sedan 1990
- Haparanda kommun, Sverige
- Kobylnica, Polen, sedan 2001
- Kościelisko, Polen
- Lübz, Tyskland
- Nystad, Finland, sedan 2001
- Oakland, USA
- Orimattila, Finland, sedan 2001
- Torneå, Finland, sedan 1995
- Tvrdošín, Slovakien
- Valka, Lettland, sedan 1995
- Weißenburg-Gunzenhausen, Tyskland
- Östhammars kommun, Sverige